# パルジファル (列車)

赤: パルジファルの運行経路（パリ - ハンブルク）
青 : タリスの運行経路

パルジファル(Parsifal)、はフランスのパリとドイツ北西部のドルトムント、ハンブルクなどをベルギー南部経由で結んでいた国際列車である。1957年から1997年まで運行されており、1979年まではTEEの一列車であった。その後1983年からは国際インターシティ、1987年からはユーロシティとなった。
列車名はアーサー王伝説に登場する円卓の騎士パーシヴァル、およびこれを元にしたリヒャルト・ワーグナーのオペラ「パルジファル」に由来する。
パリとドイツ北西部を結んでいたその他の列車についてはフランス・ドイツ間の国際列車、モリエール (列車)およびタリスを参照。

## 歴史

### TEE

#### 運行開始
1957年夏にTEEが発足した際、パリ - ドルトムント間にはTEEパリ・ルール一往復が設定された。冬ダイヤ移行後の同年10月3日、この区間にもう一往復のTEEが新設され、「パルジファル」と命名された。パリ・ルールがドイツ連邦鉄道（西ドイツ国鉄）の気動車を用いていたのに対し、パルジファルはフランス国鉄の気動車を用いていた。ダイヤは午前中がドルトムント行、夕方がパリ行とパリ・ルールとは対称になっていた。また、パルジファルはパリ・ルールと比べ西ドイツ国内の停車駅が少なくなっていた。
翌1958年6月1日のダイヤ改正で停車駅の変更が行なわれ、パリ・ルールと同じ駅に停車駅になった。1959年夏のダイヤ改正では一旦パリ - デュッセルドルフ間に短縮された。

#### ハンブルク延長

ルール地方におけるパルジファルの運行経路、停車駅の変遷

1960年5月29日から、パルジファルの運行区間はパリ - ハンブルク間に延長された。途中エッセンとミュンスターの間ではゲルゼンキルヒェン（停車せず）経由の短絡ルートを通っており、ドルトムントなどルール地方東部は経由していなかった。また同時にパリ・ルールとの間で使用車両の交換が行なわれ、西ドイツ国鉄のVT11.5型気動車を用いるようになった。
1960年当時、パリ - ハンブルク間の所要時間は9時間33分から34分であったが、これから1965年ごろまでベルギー国内での電化工事の影響で所要時間が徐々に延び、往復とも10時間前後になった。1966年以降は所要時間は減少に転じている。
また1965年夏からは、ドルトムント - アントウェルペン間の列車ディアマントが同じVT11.5型気動車を用いるTEEとなった。この時パリ行パルジファルとアントウェルペン行ディアマントはケルン - リエージュ間で併結して運転された。なおエッセン - ケルン間ではパルジファルはディアマントの数分後を続行運転した。これはハンブルクなどドイツ北部とベルギーとの連絡を図るためである。しかし1966年夏のダイヤ改正でディアマントとの併結は打ち切られ、リエージュで乗り換えるように改められた。

#### 客車列車化
1968年9月29日から、パルジファルは西ドイツ国鉄のTEE用UIC-X客車を用いた客車列車となった。この時点ではベルギー領内のナミュール - リエージュ間が非電化であったため、同区間はディーゼル機関車牽引であった。1970年9月27日からは全区間が電気機関車牽引となり、所要時間はハンブルク行が8時間46分、パリ行が8時間55分にまで短縮された。
1971年5月23日のダイヤ改正から、パリ行のパルジファル(TEE 44)はミュンスター - エッセン間の経路を変更し、ドルトムントを経由するようになった。ハンブルク行は従来のゲルゼンキルヒェン経由の経路のままである。
1971年9月26日のダイヤ改正で、西ドイツ国鉄は4系統のインターシティ網を構築し、パルジファルを含むTEEも西ドイツ国内においてはその一部に位置づけられるようになった。パリ行パルジファル(TEE 32)は時刻を1時間あまり繰り上げられ、他のTEEやインターシティと主要駅で接続するダイヤが組まれた。これと引き替えにリエージュでのディアマントとの接続は打ち切られた。またミュンスター - エッセン間の経路は双方向ともドルトムント経由となった。これはインターシティ1号線（ハンブルク - ドルトムント - ケルン - ミュンヘン）の一部である。

### インターシティ、ユーロシティ
1979年5月27日のダイヤ改正で、西ドイツ国鉄のインターシティ網の改革に伴い、パルジファルは二等車を含む通常の急行列車となり、運行区間もパリ - ケルン間に短縮された。
1980年から国際列車に対しても「インターシティ」の種別が用いられるようになり、モリエールはインターシティとされたが、パルジファルは通常の急行列車のままであった。1983年5月29日、モリエールが区間を延長して急行列車(D-Zug)に種別を変更するのと交代に、パルジファルはインターシティとなった。さらに1987年5月31日のユーロシティ発足とともにパルジファルはユーロシティの一列車となった。
1997年12月14日、パリ - ケルン間をブリュッセル、リエージュ経由で結ぶタリスが運行を開始したのと引き替えに、パルジファルは廃止された。なおこの時にはパリ - ナミュール間をモンス、シャルルロワ経由で結ぶ系統のタリスも運行を始めており、パルジファル、モリエールの中間停車駅とパリとを結んだ。この系統は後にリエージュまで延長されている。

### 年表
- 1957年10月3日  :TEEパルジファル、パリ - ドルトムント間で運行開始。
- 1959年5月31日 : パリ - デュッセルドルフ間に短縮。
- 1960年5月29日 : パリ - ハンブルク間に延長。
- 1968年9月29日 : 客車列車化。
- 1971年5月23日 : パリ行のみルール地方における走行経路を変更。
- 1971年9月26日 : 双方向ともルール地方における経路を変更。西ドイツ国内においてはインターシティ網の一部に。
- 1979年5月27日 : パリ - ケルン間に短縮され、通常の急行列車となる。
- 1983年5月29日 : インターシティに種別変更。
- 1987年5月31日 : ユーロシティに種別変更。
- 1997年12月14日 : 廃止。

## 停車駅一覧
TEE時代のパルジファルの停車駅は以下の通り。
| 国       | 駅名                                       | 1957年10月3日- | 1958年6月1日- | 1959年5月31日- | 1960年5月29日- | 1962年5月27日- | 1963年9月29日- | 1971年5月23日- | 1971年5月23日- | 1971年9月26日- |
| -------- | ------------------------------------------ | -------------- | ------------- | -------------- | -------------- | -------------- | -------------- | -------------- | -------------- | -------------- |
| フランス | パリ北駅                                   | ●              | ●             | ●              | ●              | ●              | ●              | ●              | ●              | ●              |
| フランス | サン＝カンタン駅 Saint-Quentin             | ｜             | ｜            | ｜             | ｜             | ｜             | ●              | ●              | ●              | ●              |
| フランス | モブージュ駅 Maubeuge                      | ●              | ●             | ●              | ●              | ●              | ●              | ●              | ●              | ●              |
| ベルギー | シャルルロワ南駅                           | ●              | ●             | ●              | ●              | ●              | ●              | ●              | ●              | ●              |
| ベルギー | ナミュール駅                               | ●              | ●             | ●              | ●              | ●              | ●              | ●              | ●              | ●              |
| ベルギー | リエージュ＝ギユマン駅                     | ●              | ●             | ●              | ●              | ●              | ●              | ●              | ●              | ●              |
| ベルギー | ヴェルヴィエ中央駅 Verviers-Central        | ●              | ●             | ●              | ●              | ｜             | ※              | ●              | ●              | ●              |
| ベルギー | エルベスタル駅 Herbesthal                  | ●              | ｜            | ●              | ●              | ｜             | ｜             | ｜             | ｜             | ｜             |
| 西ドイツ | アーヘン中央駅                             | ●              | ●             | ●              | ●              | ●              | ●              | ●              | ●              | ●              |
| 西ドイツ | ケルン中央駅                               | ●              | ●             | ●              | ●              | ●              | ●              | ●              | ●              | ●              |
| 西ドイツ | デュッセルドルフ中央駅                     | ｜             | ●             | ●              | ●              | ●              | ●              | ●              | ●              | ●              |
| 西ドイツ | デュースブルク中央駅                       | ｜             | ●             |                | ｜             | ｜             | ※              | ●              | ●              | ●              |
| 西ドイツ | エッセン中央駅 Essen Hbf                   | ●              | ●             |                | ●              | ●              | ●              | ┌●┐            | ┌●┐            | ●              |
| 西ドイツ | ボーフム中央駅 Bochum Hbf                  | ｜             | ●             |                | ∥              | ∥              | ∥              | ⇓              | ↑              | ｜             |
| 西ドイツ | ドルトムント中央駅                         | ●              | ●             |                | ∥              | ∥              | ∥              | ⇓              | ▲              | ●              |
| 西ドイツ | ミュンスター中央駅 Münster (Westfalen) Hbf |                |               |                | ●              | ●              | ●              | └●┘            | └●┘            | ●              |
| 西ドイツ | オスナブリュック中央駅 Osnabrück Hbf       |                |               |                | ｜             | ｜             | ｜             | ●              | ●              | ●              |
| 西ドイツ | ブレーメン中央駅 Bremen Hbf                |                |               |                | ●              | ●              | ●              | ●              | ●              | ●              |
| 西ドイツ | ハンブルク中央駅                           |                |               |                | ●              | ●              | ●              | ●              | ●              | ●              |
| 西ドイツ | ハンブルク＝ダムトーア駅                   |                |               |                | ●              | ●              | ●              | ●              | ●              | ●              |
| 西ドイツ | ハンブルク＝アルトナ駅                     |                |               |                | ●              | ●              | ●              | ●              | ●              | ●              |

| ●    | ｜   | ∥        | ▲              | ※        |
| ---- | ---- | -------- | -------------- | -------- |
| 停車 | 通過 | 経由せず | パリ行のみ停車 | 注釈参照 |

1. ↑  1966年5月22日から停車。
2. ↑  ベルギーとドイツの国境駅
3. ↑  1969年9月1日から停車。

## 車両

### 気動車・客車
1979年までのTEE時代にパルジファルで用いられた気動車、客車は以下の通り
| 期間                          | 所属         | 形式                  | 備考                                               |
| ----------------------------- | ------------ | --------------------- | -------------------------------------------------- |
| 1957年10月3日 - 1960年5月28日 | フランス国鉄 | X2770型気動車(X 2770) | 2両編成（繁忙期には3両を増結）                     |
| 1960年5月29日 - 1968年9月28日 | 西ドイツ国鉄 | VT11.5型気動車        | 8両（客車6両）編成 1965年以降は10両（客車8両）編成 |
| 1968年9月29日 - 1979年5月26日 | 西ドイツ国鉄 | TEE(UIC-X)客車        |                                                    |

パルジファルは運行開始時にはフランス国鉄の気動車を用いていたが、1960年にパリ・ルールとの使用車両の交換が行なわれ、以後は西ドイツ国鉄車となった。これはパルジファルがパリ - ハンブルク間に延長され、西ドイツ国内の走行距離が長くなったため、こちらに西ドイツ国鉄車をあてるためであった。
1968年からは西ドイツ国鉄のTEE用客車を用いた客車列車となった。この時の編成は一等開放座席車1両、一等コンパートメント車2両、一等コンパートメント・バー合造車1両、食堂車1両の5両編成を基本とし、アーヘン - ハンブルク間では一等開放座席車、一等コンパートメント車が各1両増結された。

### 機関車
TEE時代にパルジファルを牽引した電気機関車は以下の通り。電化方式はフランスが交流25kV50Hz、ベルギーが直流3000V、西ドイツが交流15kV16 2/3Hzである。パリとリエージュ（電化完了まではナミュール）の間はフランス国鉄またはベルギー国鉄の交直流機関車が牽引した。リエージュ＝ギユマン駅では方向転換とともに機関車交換が行なわれた。リエージュ - ケルン間はベルギー国鉄の交直流機関車機関車が牽引し、ケルンからは西ドイツ国鉄の機関車となった。ただし後にはアーヘンで機関車の交換を行なう場合や、リエージュ以東を西ドイツ国鉄の機関車が牽引する場合もあった。
| 所属         | 形式                   | 対応電源                   | 対応電源               | 対応電源                       | TEEでの運用期間 |
| 所属         | 形式                   | 交流25kV 50Hz （フランス） | 直流3000V （ベルギー） | 交流15kV 16 2/3Hz （西ドイツ） | TEEでの運用期間 |
| ------------ | ---------------------- | -------------------------- | ---------------------- | ------------------------------ | --------------- |
| フランス国鉄 | CC40100形              | ○                          | ○                      | ○                              | 1968年 - 1971年 |
| ベルギー国鉄 | 15形(HLE 15)           | ○                          | ○                      | ○                              | 1971年 - 1974年 |
| ベルギー国鉄 | 16形(HLE 16)           | ○                          | ○                      | ○                              | 1969年 - 1971年 |
| ベルギー国鉄 | 22形(HLE 22)           | ×                          | ○                      | ×                              | 1968年 - 1979年 |
| ベルギー国鉄 | 23形(HLE 23)           | ×                          | ○                      | ×                              | 1971年 - 1979年 |
| ベルギー国鉄 | 25形(HLE 25)           | ×                          | ○                      | ×                              | 1971年 - 1979年 |
| ベルギー国鉄 | 26形(HLE 26)           | ×                          | ○                      | ×                              | 1971年 - 1979年 |
| 西ドイツ国鉄 | 184型(DB-Baureihe 184) | ○                          | ○                      | ○                              | 1970年 - 1979年 |
| 西ドイツ国鉄 | 110型(DB-Baureihe 110) | ×                          | ×                      | ○                              | 1968年 - ?年    |
| 西ドイツ国鉄 | 103型(DB-Baureihe 103) | ×                          | ×                      | ○                              | 1971年 - 1979年 |

また1968年から1970年まではナミュール - リエージュ間をベルギー国鉄の52型、54型、55型のいずれかのディーゼル機関車が牽引した。